# Mukia maderaspatana
Mukia maderaspatana là một loài thực vật có hoa trong họ Cucurbitaceae. Loài này được (L.) M.Roem. mô tả khoa học đầu tiên năm 1846.

## Hình ảnh

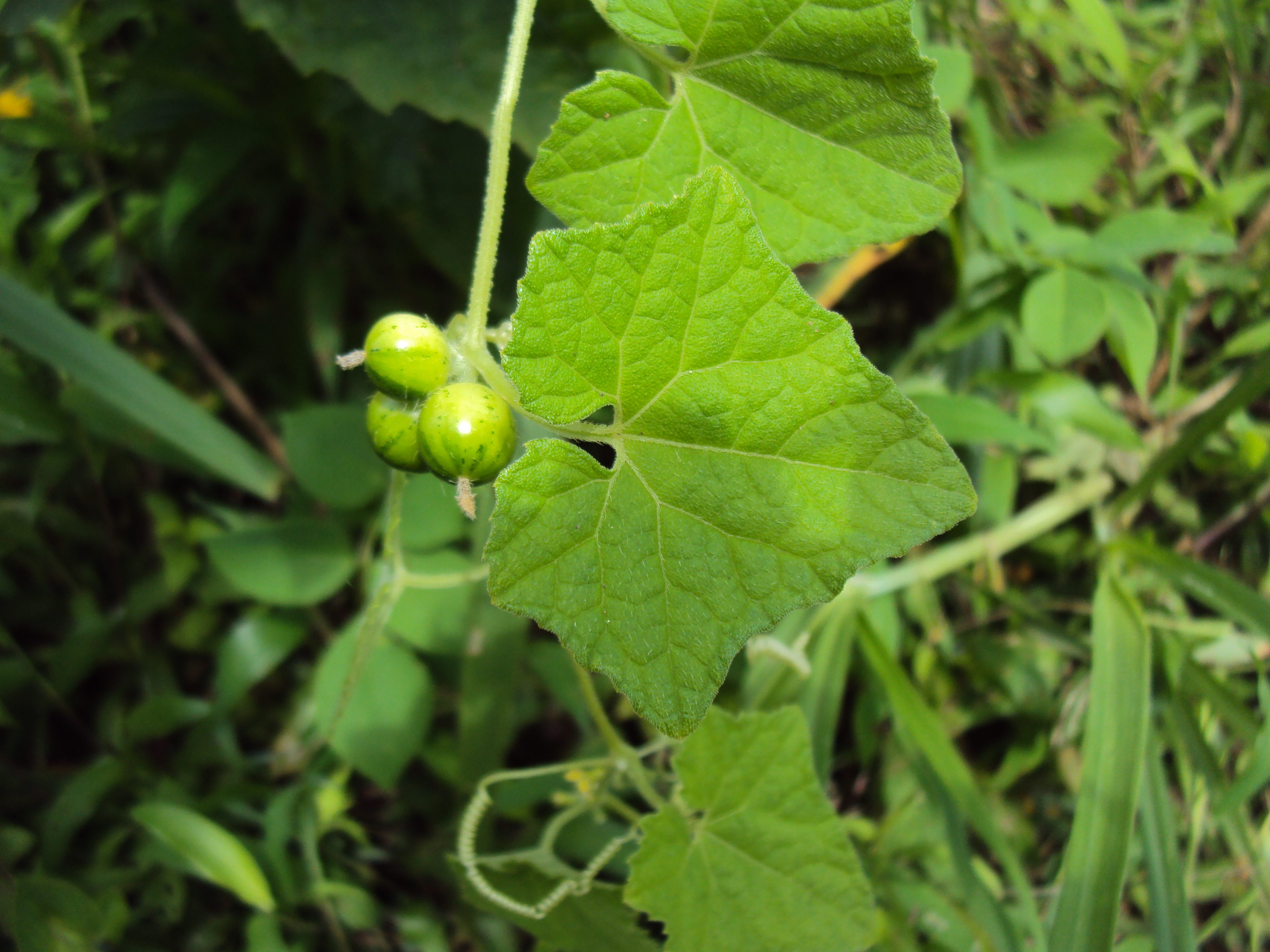
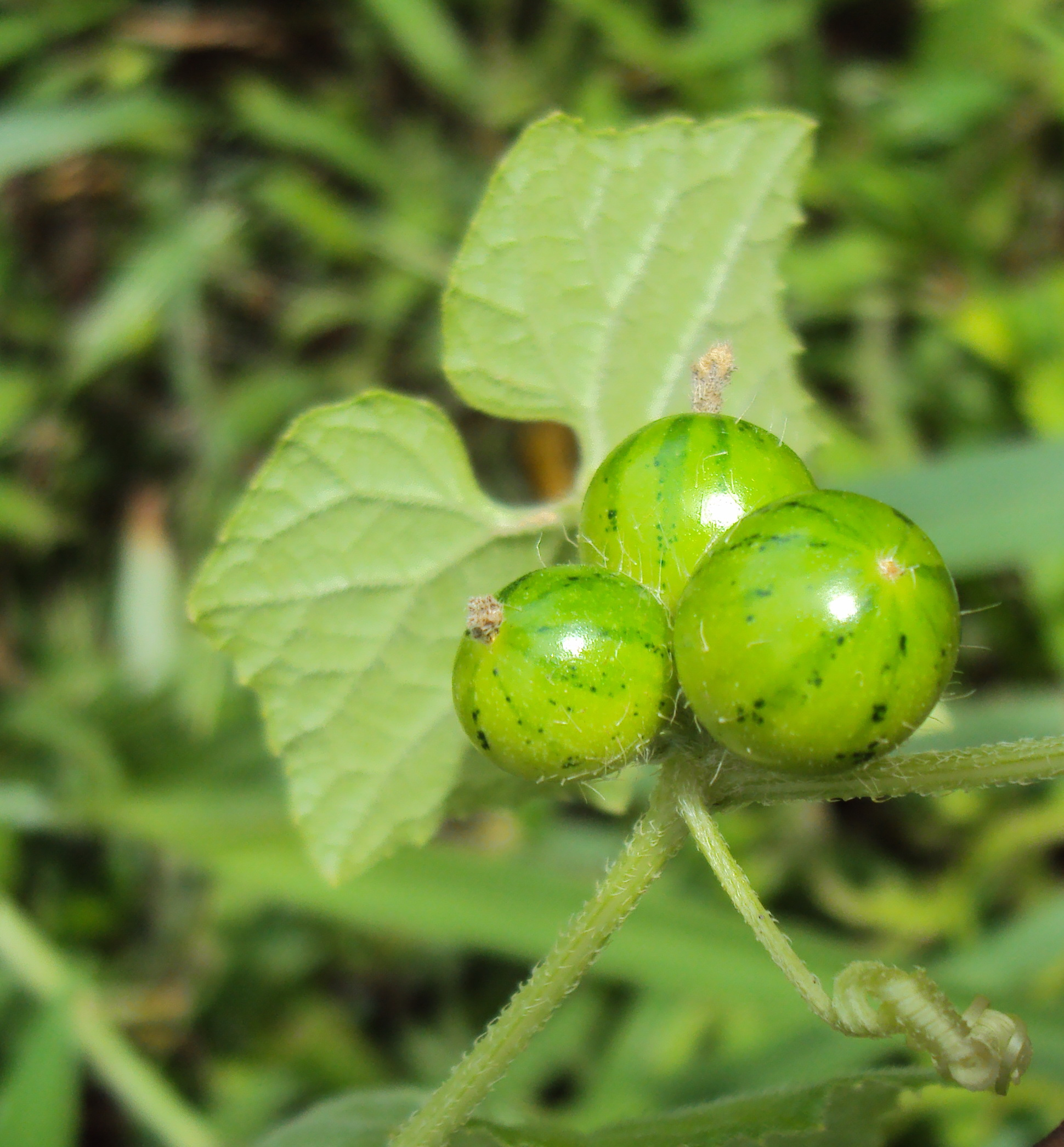
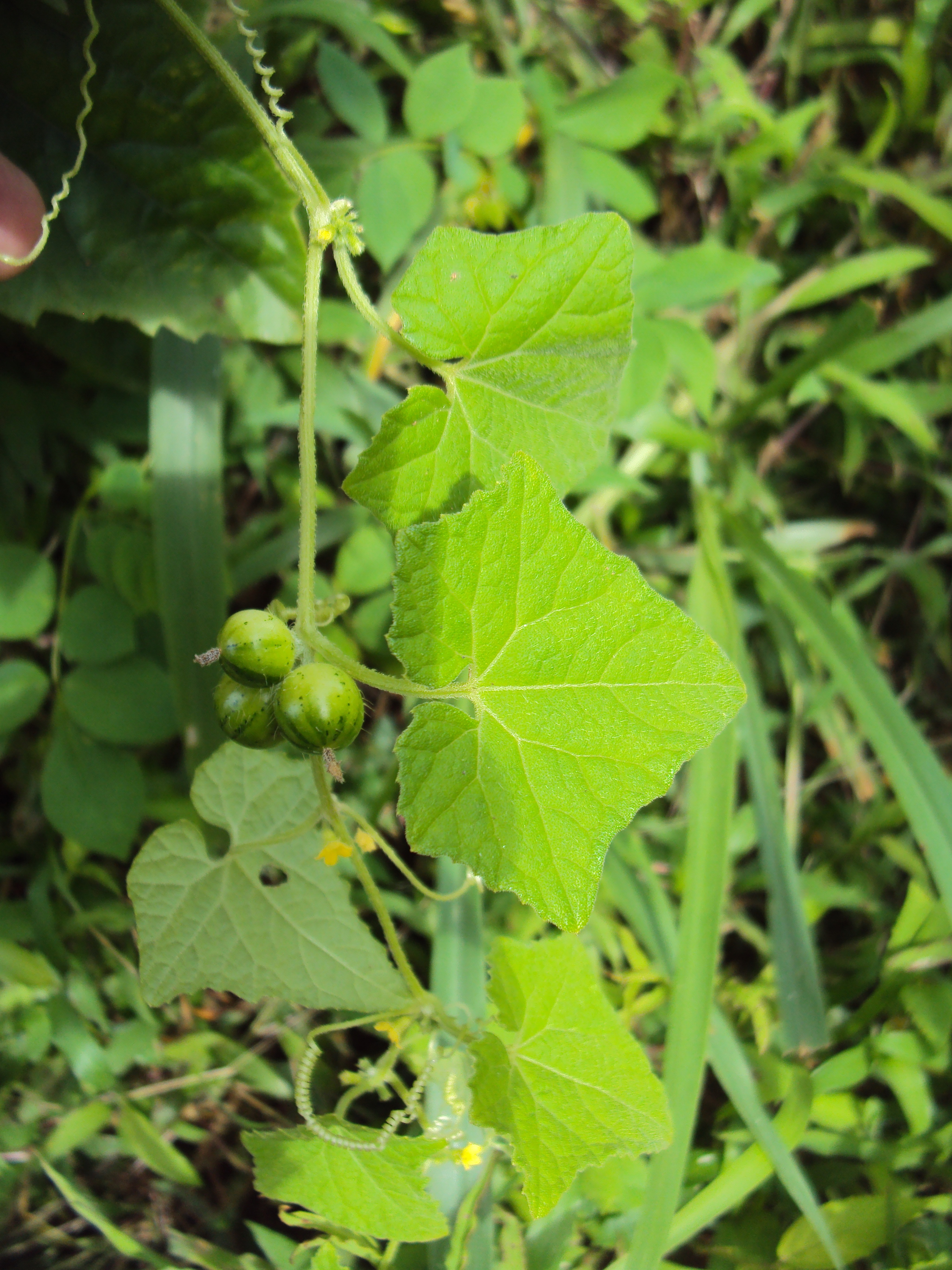